# Rue d'Anthoine
La rue d’Anthoine est une voie marseillaise située dans les 2e et 15e arrondissements de Marseille. 

## Situation et accès
Elle va de l’avenue Roger-Salengro au boulevard de Paris, dans les quartiers d'Arenc et des Crottes. Elle se situe également dans le périmètre de l'établissement public d'aménagement Euroméditerranée. 
Le ruisseau des Aygalades passe en trémie le long cette voie, puis en tunnel jusqu’au bassin d'Arenc du port de Marseille où se trouve son exutoire en mer Méditerranée. 

## Origine du nom
La rue est nommée en hommage à Antoine-Ignace Anthoine (1749-1826), maire de Marseille de 1805 à 1813 par délibération du conseil municipal du 5 avril 1868.

## Historique
La rue prend sa dénomination actuelle par délibération du conseil municipal du 5 avril 1868.
Avant l'édification de la tour CMA-CGM, la rue traversait les voies ferrées de la ligne de L'Estaque à Marseille-Joliette par un passage à niveau, pour aboutir à la rue Saint-Cassien et au Quai d’Arenc. Elle est ensuite rabattue au croisement avec le boulevard de Paris. En 2013 elle subit des travaux d’aménagement et de recalibrage du ruisseau. À la suite de ces travaux le rond-point Victor Schloecker situé à ce croisement disparait.
Depuis 2021, la rue fait l’objet de lourds travaux pour permettre le prolongement de la ligne T3tramway de Marseille jusqu'au pôle d'échanges multimodal Capitaine Gèze, dont la mise en service est programmé pour décembre 2025. 

## Bâtiments remarquables et lieux de mémoire
- no 14 : la plateforme logistique Sogaris[3] implantée sur l'emprise de l'ancienne gare de marchandises d’Arenc.
- La Cité scolaire internationale Jacques Chirac[4], qui occupe la quasi totalité de l'îlot urbain délimité par rue Urbain V, le boulevard de Paris, le rue d'Anthoine et la rue de Ruffi.